# Молшылык
Молшылык (каз. Молшылық, до 2000 года — Ленинжол) — село в Жетысайском районе Туркестанской области Казахстана. Входит в состав Кызылкумского сельского округа. Код КАТО — 514471700.

## Население
В 1999 году население села составляло 199 человек (100 мужчин и 99 женщин). По данным переписи 2009 года, в селе проживали 204 человека (104 мужчины и 100 женщин).